# Stay Together
Stay Together é o sexto álbum de estúdio da banda inglesa Kaiser Chiefs, lançado em 7 de outubro de 2016. O nome do álbum é uma referência a primeira faixa do disco "We Stay Together". O primeiro single, "Parachute", foi lançado em 14 de junho de 2016.
O disco recebeu críticas "variadas" dos especialistas, geralmente com tendências positivas.

## Faixas
| CD  |                                                                                       |         |  |
| N.º | Título                                                                                | Duração |  |
| 1.  | "We Stay Together"                                                                    | 4:32    |  |
| 2.  | "Hole in My Soul"                                                                     | 4:27    |  |
| 3.  | "Parachute"                                                                           | 3:52    |  |
| 4.  | "Good Clean Fun"                                                                      | 5:08    |  |
| 5.  | "Why Do You Do It to Me?"                                                             | 4:26    |  |
| 6.  | "Indoor Firework"                                                                     | 3:57    |  |
| 7.  | "Press Rewind"                                                                        | 5:01    |  |
| 8.  | "Happen in a Heartbeat"                                                               | 3:20    |  |
| 9.  | "High Society"                                                                        | 3:47    |  |
| 10. | "Sunday Morning"                                                                      | 4:30    |  |
| 11. | "Still Waiting" (Encerra em 4:44. A partir de 5:40 começa a faixa oculta "Lazor Jam") | 8:41    |  |

## Performance comercial
O álbum estreou na 4ª posição da UK Albums Chart dos mais vendidos.

## Pessoal
Kaiser Chiefs
- Ricky Wilson – vocal, percussão
- Andrew "Whitey" White – guitarra, backing vocal
- Simon Rix – baixo, backing vocal
- Nick "Peanut" Baines – teclado
- Vijay Mistry – bateria, percussão

## Charts
| Paradas (2016)                     | Melhor posição |
| ---------------------------------- | -------------- |
| Bélgica (Ultratop Flandres)        | 89             |
| Bélgica (Ultratop Valônia)         | 105            |
| Escócia (Official Scottish Albums) | 4              |
| Suíça (Schweizer Hitparade)        | 88             |
| Reino Unido (UK Albums Chart)      | 4              |